# 于铁民
于铁民（1956年—），北京人。汉族。加入中国共产党。黑龙江大学毕业。武警少将警衔。
曾任武警黑龙江省总队副参谋长、武警江苏省总队副司令员、武警江苏省总队司令员等职。2015年1月1日，武警江苏省总队召开宣布命令大会，于铁民达到服役年限退休，武警江苏省总队副司令员龚明洪提任总队司令员。
2013年，被选为第十二届全国人民代表大会江苏地区代表。2016年1月28日，因涉嫌严重违纪，辞去第十二届全国人民代表大会代表职务。